# أيلاري أسقف بوتييه
أيلاري أسقف بوتييه (باللاتينيَّة: Hilarius؛ م.310 - و.367) كان أسقف بواتييه وملفان الكنيسة. كان يُشار إليه أحيانًا باسم «مطرقة الآريوسيين» (باللاتينيَّة: Malleus Arianorum) و«أثناسيوس الغرب»، ويأتي اسمه من الكلمة اللاتينية سواء كان سعيدًا أو مبتهجًا. بالإضافة إلى عمله الهام كمطران، كان إيلاري متزوجًا ووالد آبرا من بواتييه، وهي راهبة وقديسة اشتهرت بجمعيتها الخيرية. يحتفل بذكراه في التقويم الروماني العام في 13 يناير.

## نشأته
وُلد هيلاري في بواتييه وكانت أسرته من أشراف بلاد الغال (فرنسا). نال قسطًا وافرًا من الفلسفة والتعليم الكلاسيكي. يقول عن نفسه أنه نشأ وثنيًا، ويعطينا وصفًا تفصيليًا للخطوات التي اتخذها معه اللَّه ليتعرف على الإيمان الصحيح. كان هيلاري يعتقد من الناحية المنطقية أن الإنسان مخلوق حر، ذو مبادئ، وموضوع في هذا العالم ليمارس الصبر والنسك والفضائل الأخرى، التي بها ينال المكافأة بعد انتهاء هذه الحياة. ثم أخذ يسعى في شغف ليتعلم عن اللَّه، وبسرعة اكتشف كذب الاعتقاد بتعدد الآلهة، واقتنع أنه لا يمكن أن يكون هناك إلا إله واحد، وأنه لابد أن يكون أبديًا وغير متغير وكليّ القدرة والعلة الأولى ومُبدع كل الأشياء. بهذه الخلفية وبهذا الاعتقاد تقابل مع الكتاب المقدس وتأثر بشدة من الوصف السامي الذي به يصف موسى اللَّه ومن الكلمات التي تعبر عن وجوده الذاتي: «أهيه الذى أهيه». كما تأثر أيضًا من فكرة سلطانه الفائق التي عبّر عنها ووصفها الأنبياء. ثم كمَّلت قراءة العهد الجديد الإجابة عن استفساراته، وتعلم من الإصحاح الأول لإنجيل يوحنا أن الكلمة المتجسد، اللَّه الابن، مساوي في الوجود والأبدية مع الآب، وواحد معه في ذات الجوهر. وهكذا إذ بلغ إلى معرفة الإيمان الصحيح نال المعمودية في سنٍ متقدم نسبيًا.

## روابط خارجية
- أيلاري أسقف بوتييه على موقع الموسوعة البريطانية (الإنجليزية)